# Ꚏ
Tswe (Ꚏ ꚏ; cursiva: Ꚏ ꚏ) es una letra del alfabeto cirílico. Se dibuja añadiendo una larga cola a la parte inferior de la letra tse (Ц ц Ц ц).
Tswe se utiliza en la antigua ortografía del idioma abjasio, donde representa el la africada alveopalatal sorda /t͡ɕwh/. Es una letra cirílica correspondiente a Цә.

## Códigos informáticos
| Carácter      | Ꚏ                             | Ꚏ                             | ꚏ                             | ꚏ                             |
| ------------- | ----------------------------- | ----------------------------- | ----------------------------- | ----------------------------- |
| Unicode       | LETRA MAYÚSCULA CIRÍLICA TSWE | LETRA MAYÚSCULA CIRÍLICA TSWE | LETRA MINÚSCULA CIRÍLICA TSWE | LETRA MINÚSCULA CIRÍLICA TSWE |
| Codificación  | decimal                       | hex                           | decimal                       | hex                           |
| Unicode       | 42638                         | U+A68E                        | 42639                         | U+A68F                        |
| UTF-8         | 234 154 142                   | EA 9A 8E                      | 234 154 143                   | EA 9A 8F                      |
| Ref. numérica | &#42638;                      | &#xA68E;                      | &#42639;                      | &#xA68F;                      |